# L-Ascorbate-cytochrome b5 réductase
La L-ascorbate-cytochrome b5 réductase est une oxydoréductase qui catalyse la réaction :
L-ascorbate + ferricytochrome b5  {\displaystyle \rightleftharpoons }  monodéshydroascorbate + ferrocytochrome b5 + H+.
Cette enzyme fait partie du dispositif antioxydant des cellules.